# 11170 Bradenmilford
A 11170 Bradenmilford (ideiglenes jelöléssel (11170) 1998 FY34) a Naprendszer kisbolygóövében található aszteroida. A LINEAR projekt keretében fedezték fel 1998. március 20-án.

## Kapcsolódó szócikk
- Kisbolygók listája (11001–11500)